# Karl Zimmermann (teolog)
Justus Joseph Georg Friedrich Karl Zimmermann, född den 23 augusti 1803 i Darmstadt, död där den 12 juni 1877, var en tysk teolog , bror till Ernst Zimmermann.
Zimmermann, som var överkonsistorialråd i sin hemstad, var i väsentlig mån upphovsman till Gustav Adolfsstiftelsens evangeliska förening. Han utgav bland annat stiftelsens "Bote" (tidskrift) sedan 1843 och de av hans bror grundlagda tidningarna samt författade flera skrifter över Gustav Adolfsstiftelsen, förutom predikosamlingar med mera.